# Diocesi di Itabuna
La diocesi di Itabuna (in latino Dioecesis Itabunensis) è una sede della Chiesa cattolica in Brasile suffraganea dell'arcidiocesi di San Salvador di Bahia. Nel 2023 contava 337.600 battezzati su 456.216 abitanti. È retta dal vescovo Jailton de Oliveira Lino, P.S.D.P.

## Territorio
La diocesi comprende 19 comuni nella parte orientale dello stato brasiliano di Bahia: Itabuna, Arataca, Buerarema, Camacan, Canavieiras, Firmino Alves, Floresta Azul, Ibicaraí, Itaju do Colônia, Itapé, Itororó, Jussari, Mascote, Pau Brasil, Potiraguá, Santa Cruz da Vitória, Santa Luzia, São José da Vitória e Una.
Sede vescovile è la città di Itabuna, dove si trova la cattedrale di San Giuseppe.
Il territorio si estende su 10.692 km² ed è suddiviso in 33 parrocchie, raggruppate in 4 foranie.

## Storia
La diocesi è stata eretta il 7 novembre 1978 con la bolla Benignissimo Dei consilio di papa Giovanni Paolo II, ricavandone il territorio dalla diocesi di Ilhéus.
Il 12 giugno 1996 ha ceduto una porzione del suo territorio a vantaggio dell'erezione della diocesi di Eunápolis.

## Cronotassi dei vescovi
Si omettono i periodi di sede vacante non superiori ai 2 anni o non storicamente accertati.
- Homero Leite Meira † (7 novembre 1978 - 24 settembre 1980 nominato vescovo di Irecê)
- Eliseu Maria Gomes de Oliveira, O.Carm. † (24 settembre 1980 - 20 luglio 1983 dimesso)
- Paulo Lopes de Faria † (16 dicembre 1983 - 2 agosto 1995 nominato arcivescovo coadiutore di Diamantina)
  - Sede vacante (1995-1997)
- Czesław Stanula, C.SS.R. † (27 agosto 1997 - 1º febbraio 2017 ritirato)
- Carlos Alberto dos Santos (1º febbraio 2017 - 30 ottobre 2024 dimesso)
- Jailton de Oliveira Lino, P.S.D.P.[1], dal 25 febbraio 2025

## Statistiche
La diocesi nel 2023 su una popolazione di 456.216 persone contava 337.600 battezzati, corrispondenti al 74,0% del totale.
| anno | popolazione | popolazione | popolazione | presbiteri | presbiteri | presbiteri | presbiteri                | diaconi | religiosi | religiosi | parrocchie |
| anno | battezzati  | totale      | %           | numero     | secolari   | regolari   | battezzati per presbitero | diaconi | uomini    | donne     | parrocchie |
| ---- | ----------- | ----------- | ----------- | ---------- | ---------- | ---------- | ------------------------- | ------- | --------- | --------- | ---------- |
| 1980 | 420.000     | 460.000     | 91,3        | 14         | 6          | 8          | 30.000                    |         | 12        | 39        | 14         |
| 1990 | 485.000     | 578.000     | 83,9        | 29         | 17         | 12         | 16.724                    |         | 20        | 53        | 32         |
| 1999 | 607.000     | 697.000     | 87,1        | 28         | 16         | 12         | 21.678                    | 3       | 23        | 36        | 30         |
| 2000 | 614.000     | 705.000     | 87,1        | 37         | 25         | 12         | 16.594                    | 3       | 26        | 37        | 31         |
| 2001 | 600.000     | 700.000     | 85,7        | 37         | 25         | 12         | 16.216                    | 3       | 30        | 35        | 31         |
| 2002 | 600.000     | 650.000     | 92,3        | 39         | 28         | 11         | 15.384                    | 3       | 40        | 37        | 31         |
| 2003 | 600.000     | 650.000     | 92,3        | 39         | 29         | 10         | 15.384                    | 3       | 36        | 35        | 31         |
| 2004 | 600.000     | 650.000     | 92,3        | 33         | 23         | 10         | 18.181                    | 4       | 34        | 48        | 31         |
| 2006 | 550.000     | 650.000     | 84,6        | 32         | 23         | 9          | 17.187                    | 4       | 32        | 37        | 32         |
| 2013 | 603.000     | 711.000     | 84,8        | 41         | 26         | 15         | 14.707                    | 4       | 20        | 20        | 33         |
| 2016 | 618.000     | 729.000     | 84,8        | 45         | 28         | 17         | 13.733                    | 9       | 24        | 22        | 33         |
| 2019 | 633.000     | 746.615     | 84,8        | 40         | 29         | 11         | 15.825                    | 9       | 11        | 5         | 33         |
| 2021 | 643.000     | 758.450     | 84,8        | 39         | 30         | 9          | 16.487                    | 8       | 9         | 20        | 33         |
| 2023 | 337.600     | 456.216     | 74,0        | 40         | 32         | 8          | 8.440                     | 8       | 8         | 19        | 33         |